# Viva Duets
Viva Duets è un album di Tony Bennett, uscito nel 2012 che propone duetti con artisti latini quali Marc Anthony, Gloria Estefan, Vicente Fernandez, Juan Luis Guerra, Romeo Santos, Thalía ed altri. Bennett è vincitore di 17 Grammy e questo album arriva dopo la pubblicazione di Duets e Duests II, apprezzati dalla critica ed entrambi vincitori del disco di platino. 
L'album ha esordito in quinta posizione nella classifica Billboard 200.

## Tracce
1. "Best Is Yet To Come" (con Chayanne) [3:38]
2. "Way You Look Tonight" (con Thalía) [4:05]
3. "Steppin' Out With My Baby" (con Christina Aguilera) [2:03]
4. "For Once in My Life" (con Marc Anthony) [3:09]
5. "Are You Havin' Any Fun?" (con Dani Martín) [2:44]
6. "Good Life" (con Franco De Vita) [3:22]
7. "Who Can I Turn to (When Nobody Needs Me)" (con Gloria Estefan) [3:52]
8. "Just In Time" (con Juan Luis Guerra) [2:19]
9. "Cold, Cold Heart" – (con Vicentico) [3:15]
10. "I Wanna Be Around" (con Ricardo Arjona) [3:02]
11. "Rags to Riches" (con Romeo Santos) [2:41]
12. "Return To Me (Regresa a Mi)" (con Vicente Fernández) [3:47]